# Мужская сборная Австралии по баскетболу
Сборная Австралии по баскетболу — национальная баскетбольная команда, представляющая Австралию на международной баскетбольной арене. Управляется Федерацией баскетбола Австралии. Главный тренер — Брайан Гурджан. Многократный победитель чемпионата Океании. В 1988, 1992, 1996 и 2016 годах занимала 4-е место на олимпийских баскетбольных турнирах. «Бумеры» — официальное прозвище национальной сборной Австралии, в переводе означающее самцов кенгуру.

## Состав
| Перейти к шаблону «Состав сборной Австралии по баскетболу» | Состав сборной Австралии по баскетболу |  |

| Поз. | №  | Имя                | Дата рождения (возраст)   | Рост   | Клуб                    |
| ---- | -- | ------------------ | ------------------------- | ------ | ----------------------- |
| З    | 1  | Дайсон Дэниелс     | 17 марта 2003 (21 год)    | 203 см | Атланта Хокс            |
| РЗ   | 3  | Джош Гидди         | 10 октября 2002 (21 год)  | 203 см | Чикаго Буллз            |
| З    | 5  | Патти Миллс (К)    | 11 августа 1988 (35 лет)  | 183 см | Майами Хит              |
| З/Ф  | 6  | Джош Грин          | 16 ноября 2000 (23 года)  | 201 см | Шарлотт Хорнетс         |
| ЛФ   | 7  | Джо Инглс          | 2 октября 1987 (36 лет)   | 206 см | Миннесота Тимбервулвз   |
| РЗ   | 8  | Мэттью Деллаведова | 8 сентября 1990 (33 года) | 191 см | Мельбурн Юнайтед        |
| З    | 11 | Данте Экзам        | 13 июля 1995 (29 лет)     | 196 см | Даллас Маверикс         |
| Ц    | 13 | Джок Лэндейл       | 25 октября 1995 (28 лет)  | 211 см | Хьюстон Рокетс          |
| ТФ   | 15 | Ник Кей            | 3 августа 1992 (31 год)   | 206 см | Симане Сусаноо Мэджик   |
| ЛФ   | 17 | Джек Маквей        | 26 июня 1996 (28 лет)     | 203 см | Хьюстон Рокетс          |
| Ц    | 22 | Уилл Магнэй        | 10 июня 1998 (26 лет)     | 208 см | Тасмания Джекджамперс   |
| Ф/Ц  | 26 | Дуоп Рит           | 26 июня 1996 (28 лет)     | 211 см | Портленд Трэйл Блэйзерс |